# Ширяев, Николай Николаевич
Николай Николаевич Ширяев (1859—1931) — русский энтомолог, педагог, действительный член Русского энтомологического общества, соавтор и соиздатель «Русского энтомологического обозрения», брат юриста Валериана Ширяева. Действительный статский советник, почётный член Ярославского Естественно-Исторического общества (ЯЕИО). С 1908 года был товарищем председателя, а в 1917 заведовал музеем ЯЕИО. Являлся специалистом по карапузикам.
Автор «Руководства к собиранию и сохранению насекомых». Часть коллекции учёного хранится в Ярославском музее-заповеднике.